# Кочетовка (Новосибірська область)
Кочетовка (рос. Кочетовка) — присілок у Коливанському районі Новосибірської області Російської Федерації.
Входить до складу муніципального утворення Сидоровська сільрада. Населення становить 4 особи (2010).

## Історія
Згідно із законом від 2 червня 2004 року органом місцевого самоврядування є Сидоровська сільрада.

## Населення
| 2002 | 2007 | 2010 |
| ---- | ---- | ---- |
| 0    | →0   | ↗4   |